# Selma Ennaifer
Selma Ennaifer ou Salma Ennaifer (arabe : سلمى النيفر), née en 1977, est une expert-comptable et femme politique tunisienne.
Elle est secrétaire d'État auprès du ministre des Affaires étrangères et ministre des Affaires étrangères par intérim en 2020.

## Formation et carrière
Elle est expert-comptable et titulaire d'un diplôme de l'ESCP Business School.
Elle travaille ensuite dans des cabinets de conseil et d'audit comme KPMG et Ernst & Young à Paris, de 2000 à 2004, puis dans des banques d'investissement comme Natixis, de 2004 à 2006, ou la Banque ABC (en), entre 2006 et 2008. Par la suite, pendant onze ans, elle occupe plusieurs postes à la Banque africaine de développement, dont le plus récent est celui de manager régional couvrant trois régions (Afrique du Nord, Afrique de l'Ouest et Afrique centrale).

### Carrière politique
Le 27 février 2020, elle est nommée secrétaire d'État auprès du ministre des Affaires étrangères et intègre le gouvernement d'Elyes Fakhfakh. Le 24 juillet, après le limogeage de Noureddine Erray, elle est nommée ministre des Affaires étrangères par intérim,. Elle est la première femme à occuper ce poste régalien.